# Союзная скупщина
Союзная скупщина (серб. и черног. Савезна скупштина, босн. и хорв. Savezna skupština; макед. Сојузно собрание; словен. Zvezna skupščina) — высший представительный и законодательный орган государственной власти в Социалистической Федеративной Республике Югославия, существовавший с 1945 по 1992 год, и в Союзной Республике Югославия в 1992—2006 годах.
Союзная Скупщина образована в ноябре 1945 года после выборов в Учредительную скупщину. В годы войны с 1942 по 1945 годы обязанности Скупщины исполняло Антифашистское вече народного освобождения Югославии. 10 августа 1945 оно было преобразовано во Временную народную скупщину Демократической Федеративной Югославии, а та стала постоянным законодательным и представительным органом уже после выборов. Несколько раз она меняла своё название:
- Учредительная скупщина (серб. и черног. Уставотворна скупштина, босн. и хорв. Ustavotvorna skupština, макед. Уставотворно собрание; словен. Ustavna skupščina), ноябрь 1945 — январь 1946
- Народная скупщина Федеративной Народной Республики Югославия (серб. и черног. Народна скупштина Федеративне Народне Републике Југославије, босн. и хорв. Narodna skupština Federativne Narodne Republike Jugoslavije, макед. Национално собрание на Федеративна Народна Република Југославија; словен. Ljudska skupščina Federativne Ljudske Republike Jugoslavij) — январь 1946 — январь 1953
- Союзная народная скупщина (серб. и черног. Савезна народна скупштина; босн. и хорв. Savezna narodna skupština, макед. Сојузно национално собрание; словен. Zvezna ljudska skupščina), январь 1953 — апрель 1963
- Союзная скупщина (серб. и черног. Савезна скупштина; босн. и хорв. Savezna skupština, макед. Сојузно собрание; словен. Zvezna skupščina), апрель 1963 — февраль 1974
- Скупщина Социалистической Федеративной Республики Югославия (серб. и черног. Скупштина Социјалистичке Федеративне Републике Југославије; босн. и хорв. Skupština Socijalističke Federativne Republike Jugoslavije; макед. Собрание на Социјалистичка Федеративна Република Југославија; словен. Skupščina Socialistične Federativne Republike Jugoslavije), февраль 1974 — апрель 1992
- Союзная скупщина СРЮ — 1992—2003 годы.
- Скупщина Сербии и Черногории[серб.] — 2003—2006 годы.

Здание Скупщины СФРЮ располагалось в Белграде на Бульваре Революции, после распада Югославии это здание известно как Народная скупщина Республики Сербия.

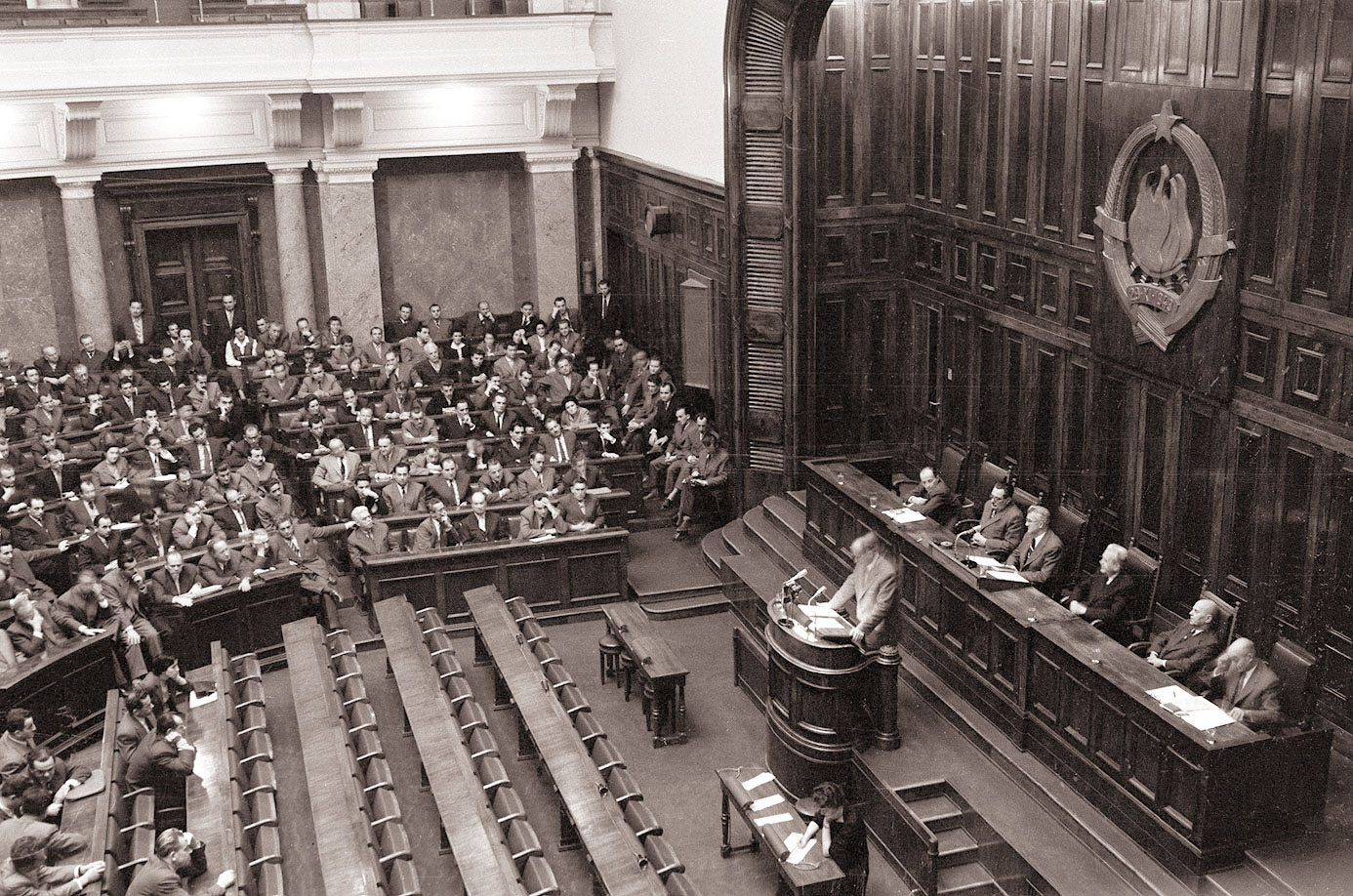
Заседание Союзной скупщины ФНРЮ в 1958 году

## Председатели Союзной скупщины СФРЮ
- Председатель Антифашистского вече народного освобождения Югославии
  - Иван Рибар (1942—1945)
- Председатель Учредительной скупщины
  - Лазар Соколов (1945)
- Председатель Народной скупщины Федеративной Народной Республики Югославия
  - Владимир Симич (1945—1953)
- Председатель Союзной народной скупщины
  - Милован Джилас (1953—1954)
  - Моша Пияде (1954—1957)
  - Петар Стамболич (1957—1963)
- Председатель Союзной скупщины
  - Эдвард Кардель (1963—1967)
  - Милентие Попович (1967—1971)
  - Миялко Тодорович (1971—1974)
- Председатель Скупщины Социалистической Федеративной Республики Югославия
  - Киро Глигоров (1974—1978)
  - Драгослав Маркович (1978—1982)
  - Раиф Диздаревич (1982—1984)
  - Душан Алимпич (1984—1986)
  - Марьян Рожич (1986—1988)
  - Слободан Глигориевич (1988—1992)